# Friedrich IX. (Hohenzollern)
Friedrich IX. von Hohenzollern († 1377/9), genannt der Alte oder der Schwarzgraf, war ein Graf von Hohenzollern.

## Leben

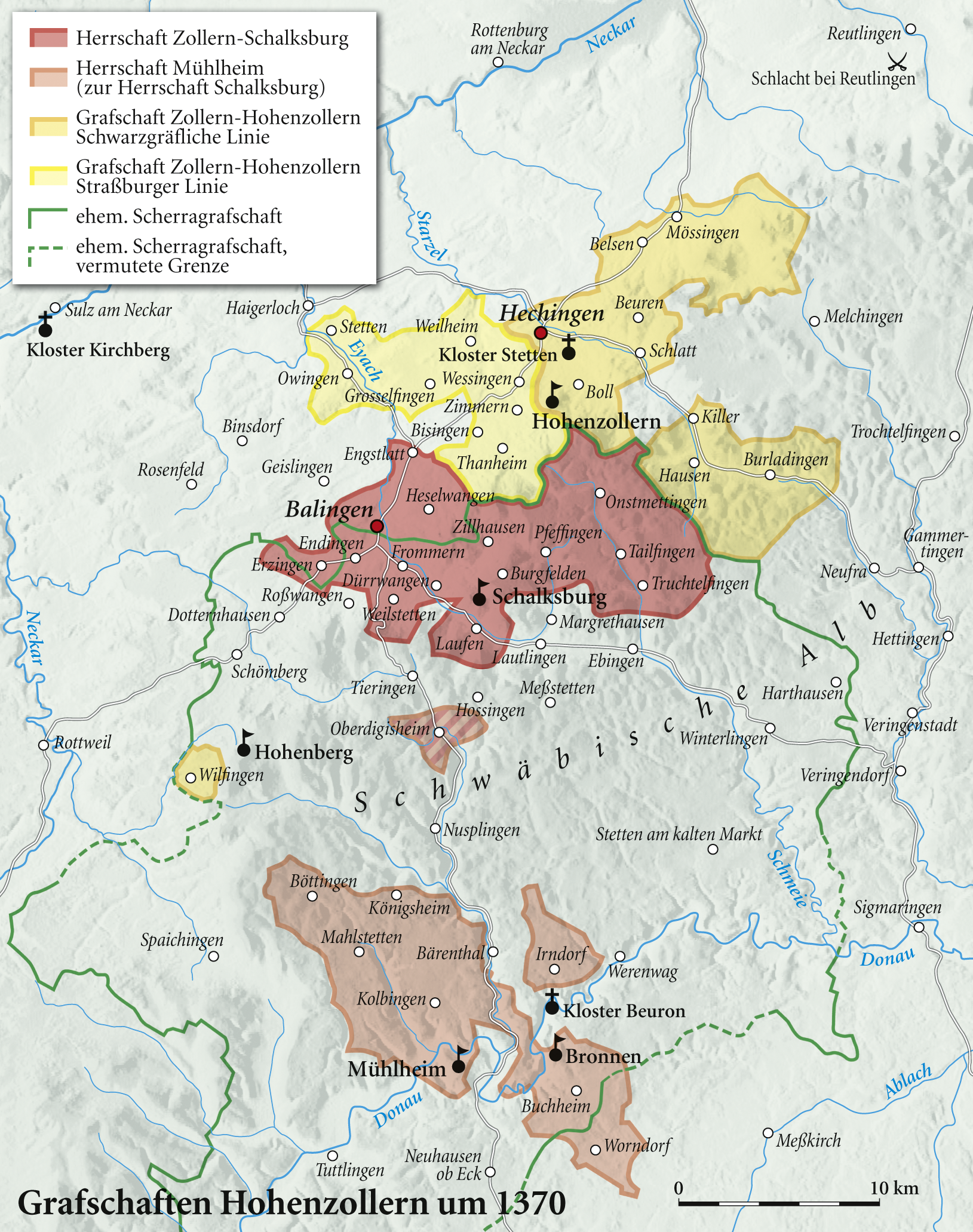
Grafschaften Hohenzollern um 1370

Friedrich war der ältere Sohn des Grafen Friedrich VIII. von Zollern und folgte 1339 seinem älteren Bruder Fritzli II. als Graf von Hohenzollern.
Er schloss für Zollern-Zollern am 27. Juli 1342 mit der Schalksburger Linie einen Senioratsvertrag ab. Hierbei wurde festgelegt, dass der Älteste der beiden Linien Zollern-Zollern und Zollern-Schalksburg über die Vergabe der zollerischen Mannlehen entscheiden sollte. Friedrich befehligte eine größere Kriegsmacht und wurde deshalb Hauptmann des Löwenbundes, einer bedeutenden Adelsverbindung.
Im Jahr 1344 teilte er mit seinem jüngeren Bruder Friedrich, genannt der Straßburger, das Land und begründete die schwarzgräfliche Linie. Die Linie starb 1412 mit Friedrich X. bereits wieder aus. Mitglieder der Straßburger Linie seines Bruders stellten später die Grafen und Fürsten von Hohenzollern-Sigmaringen und Hohenzollern-Hechingen.

## Nachkommen
Friedrich heiratete 1341 Adelheid († nach 1385), Tochter des Grafen Burchard V. von Hohenberg-Wildberg, mit der er folgende Kinder hatte:
- Friedrich X., der jüngere Schwarzgraf († 1412), Graf von Hohenzollern

⚭ Gräfin Anna von Hohenberg († 1421)
- Adelheid († 1415)

⚭ Johann von Stralenberg († 1408)
- Friedrich Ostertag III. († 1407/10)
- Anna († 1418), Nonne in Königsfeld
- Sophia († 1418), Nonne in Stetten